# Axel Fredrik Cronstedt
Axel Fredrik Cronstedt (23. prosince 1722, Turinge – 19. srpna 1765, Stockholm) byl švédský mineralog a chemik, jeden ze zakladatelů mineralogie, objevitel niklu.
Vystudoval matematiku na univerzitě v Uppsale. Poté se stal důlním odborníkem, pracoval na státním báňském úřadu. Proslavil se především tím, že roku 1751 objevil nikl (původně ho nazval „kupfernickel“, což lze přeložit jako „ďáblíkova“ či „skřítkova měď“). Ve stejném roce objevil minerál scheelit (nazval ho tungstat). Sestavil též novou klasifikaci kovů, která byla založena na chemických charakteristikách, nikoli na vnější podobě kovů, jak bylo do té doby obvyklé. Roku 1753 se stal členem švédské Královské akademie věd. Byl žákem objevitele kobaltu Georga Brandta.
V roce 1756 vytvořil termín zeolit.